# بهرام وند (مقاطعة غيلانغرب)
بهرام‌وند (بالفارسية: بهرام‌وند) هي قرية تقع في قسم حيدريه الريفي في إيران. يقدر عدد سكانها بـ 248 نسمة بحسب إحصاء 2016.